# Sebkha, Mauritania
Sebkha este o comună din Nouakchott, Mauritania, cu o populație de 63.474 locuitori.